# フランクリン・ナッシュビル方面作戦

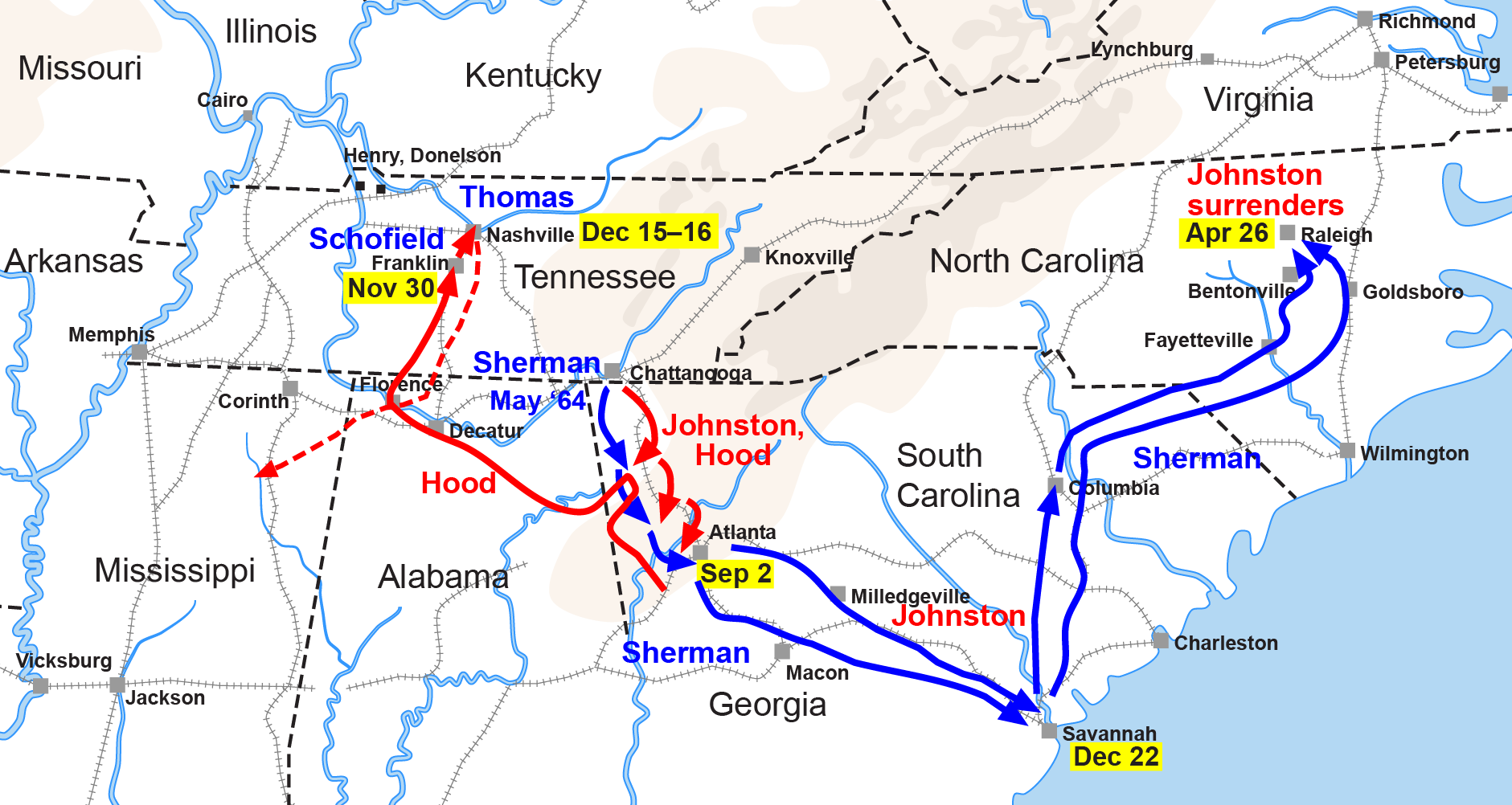
西部戦線の終盤の動き。フランクリン・ナッシュビル方面作戦は左側のフッド（赤線）の動きが特徴
南軍
北軍

フランクリン・ナッシュビル方面作戦（フランクリン・ナッシュビルほうめんさくせん、英:Franklin-Nashville Campaign、またはフッドのテネシー方面作戦、英:Hood's Tennessee Campaign）は、南北戦争の終盤1864年秋に、西部戦線のアラバマ州、テネシー州およびジョージア州北部で戦われた一連の戦闘である。南軍ジョン・ベル・フッド中将のテネシー軍がジョージア州アトランタから北に侵攻し、北軍ウィリアム・シャーマン少将の通信線とテネシー州中部を脅かしたが、ジョージ・ヘンリー・トーマス少将の北軍がテネシー州ナッシュビルでフッド軍に対して決定的な勝利を挙げた。

## 対戦した戦力
フッドのテネシー軍39,000名はロバート・E・リー将軍の北バージニア軍に次いで、南軍に残っている軍隊としては2番目に大きなものだった。ベンジャミン・F・チーザム、スティーブン・D・リーおよびアレクサンダー・P・スチュアート各中将の3個軍団とネイサン・ベッドフォード・フォレスト少将の騎兵隊で構成された。
この方面作戦の開始時点で、ミシシッピ地区軍と呼ばれた北軍はアトランタにいたシャーマンが指揮していたが、シャーマン自身が関わったのは10月の終わりまでだった。シャーマンが指定したのはトーマス（「チカマウガの岩」と渾名された）のカンバーランド軍であり、この軍隊は以前ウィリアム・ローズクランズ少将やシャーマン自身が指揮していた。シャーマンが海への進軍のために去った後はトーマスが主たる指揮官であり、その下にはジョン・マカリスター・スコフィールド少将が指揮するオハイオ軍が付いた。総勢は34,000名であり、デイビッド・S・スタンリー少将の第4軍団、ジェイコブ・D・コックス准将の第23軍団およびジェイムズ・H・ウィルソン少将の騎兵軍団で構成された。トーマス軍にはナッシュビルまたその管轄範囲内にも散開させた別の6,000名という兵力があった。

## 背景
シャーマンはアトランタ方面作戦に成功しアトランタを占領した。フッドはアトランタ市明け渡しを強いられ、ラブジョイ駅で自軍を再結集した。ほぼ1ヶ月間、通常は攻勢を採るシャーマンがほとんど動かず、その兵士達は無為に過ごし、多くの者が徴兵期間の終了で軍を離れた。1864年9月21日、フッドは自軍をジョージア州パルメットに移し、そこで9月27日、アメリカ連合国大統領ジェファーソン・デイヴィスの訪問を受けた。2人は戦略を話し合い、フッド軍がテネシー州チャタヌーガに向かってシャーマンの通信線に対する作戦を行うことになった。彼等はそうすればシャーマン軍が従いてきて、フッドがシャーマンを決戦に誘い込めると期待した。
シャーマンはサバンナ市奪取のために東への行軍を立案していた（この作戦はシャーマンの海への進軍と呼ばれる）が、後方チャタヌーガまでの通信線を心配していた。1つの特別な脅威はゲリラ戦の指導者で騎兵隊指揮官ネイサン・ベッドフォード・フォレストであり、長い間北軍後方を電撃的に襲撃することで悩ませていた。9月29日、ユリシーズ・グラント中将はシャーマンにフォレストを処理し、トーマスをナッシュビルに派遣してテネシー州内の全ての軍隊を纏めさせるよう指示した。シャーマンはジェイムズ・D・モーガン准将の別の師団をチャタヌーガに派遣した。
これまでシャーマンがその通信線を守るために兵力を分散させられていたので、南軍の戦略が機能していた。しかし、シャーマンは完全にはフッドの罠に嵌らなかった。トーマスにフォレストやフッドに対処できるだけの兵力を与え、一方でサバンナに向けた攻撃作戦を実行するつもりだった。9月29日、フッド軍はチャタフーチー川を越えて前進を始め、シャーマンの供給線であるウェスタン・アンド・アトランティック鉄道を脅かすためにその40,000名の兵力を北に向けさせた。10月1日、フッドの騎兵隊がマリエッタ近くの鉄道を襲っているときに北軍ジャドソン・キルパトリックとイズラエル・ガラード各准将の騎兵隊に妨害されたが、シャーマンは依然としてフッド軍の所在が掴めていなかった。続く3週間、シャーマン軍はフッド軍の動きに従いていく困難さを味わった。フッド軍は急速に動いており、その行軍を遮蔽し、主導権を取り続けた。北軍の騎兵隊はシャーマンが適切に訓練して居なかったものであり、フッドを追跡しその動きを報告するのに苦労していた。
10月3日、シャーマンはヘンリー・W・スローカム少将をアトランタに残し、約55,000名を率いてマリエッタに向かった。フッドはその軍隊を分けて、指揮下の大半をダラスに送った。残りはサミュエル・G・フレンチ少将の1個師団であり、北軍ジョン・M・コース准将が南軍の動きを遮るために派遣されていたアラトゥーナにむけて鉄道沿いに進んだ。

## 戦闘

### アラトゥーナの戦い（1864年10月5日）
南軍フレンチの師団は10月5日の日の出にアラトゥーナ近くに到着した。フレンチは北軍に降伏を要求しそれが拒否された後で攻撃を始めた。北軍の外郭の戦線は2時間半南軍の攻撃に持ち堪えたが、その後後退し、アラトゥーナ・パスにある土盛りの砦で再結集した。フレンチは繰り返し攻撃したが、砦は持ち堪えた。南軍は弾薬が尽き掛け、北軍の援軍が到着したという報せによって後退しフッドの本隊に再合流した。
フッドはその後西方に動き、アラバマ州との州境に近いローム近くでクーザ川を渉った。そこから北のレサカ方向に向きを変え、それまでテネシー州で襲撃を続けていたジョセフ・ウィーラーの騎兵隊と合流した。10月12日、フッドはレサカに駐在する北軍旅団に降伏を要求し、レサカ市を包囲するためにスティーブン・D・リー中将の軍団を残した。リーは北軍の陣地を攻撃すれば損失が大きくなると考え攻撃を拒否した。一方シャーマンはフッド軍の所在が掴め、レサカへの援軍派遣を命じた。フッドはアレクサンダー・P・スチュアートを北のテネシー州との州境に近いトンネルヒルまで送り、出来る限り鉄道を破壊させた。この作戦の間、スチュアートはダルトンでアフリカ系アメリカ人の1個連隊を捕虜にした。
シャーマンはその全軍をレサカに向けさせ10月13日に到着した。フッドはレサカから西のアラバマ州ゲイルズビルに向けて撤退した。フッドはジョージア州クロスローズ近くでシャーマン軍と会戦に及ぶことを期待したが、その部下達が自軍は攻撃のリスクを冒すだけの士気が備わっていないと説得した。この頃までに、シャーマンはグラントから、サバンナへの行軍を検討した方が良いという指示を受けていた。シャーマンは迅速に移動しているフッド軍を追跡するという短期間の目標を決めた。トーマスに以前北へ派遣していた2個師団を連れ戻させ、10月17日までにこれらの師団はジョン・スコフィールドの指揮下に入っていた。この部隊が10月23日にゲイルズビルでシャーマン軍と合流した。
フッドはクロスローズでその戦略を集中させるために時間を使った。トーマス軍がシャーマン軍と再結集するのを阻止し、それを押し潰しておく必要があり、テネシーまで迅速に動けば北軍が再結集する前にトーマス軍を破れるかもしれないと計算した。トーマス軍を排除できれば、ケンタッキー州中央まで進軍し、ケンタッキー州とテネシー州から新兵を募って補充できると考えた。シャーマン軍が追いつく前にこれら全てを成し遂げることを期待した。その作戦では、もしシャーマン軍が従いてくればケンタッキー州で戦うことであり、そこからはカンバーランド峡谷を抜けて東に移動し、ピーターズバーグで包囲されているロバート・E・リー軍を救援できるというものだった。
10月21日、フッドの作戦は西部戦線全軍を指揮しているP・G・T・ボーリガード将軍の承認を得た。フッド軍はアラバマ州ディケーターに向かって進発し、フロレンス近辺でフォレストの騎兵隊と落ち合うつもりだった。

### ディケーターの戦い（10月26日-29日）
フッドはテネシー川を渉る試みの中でディケーターに対する示威行動を行った。ロバート・S・グランジャー准将が指揮する北軍はこの戦闘の間、その戦力は約5,000名に過ぎなかったが、遙かに大部隊の南軍が川を渉るのを阻止できた。

### ジョンソンビルの戦い（11月4日-5日）
フォレストは23日間の襲撃を率い、その頂点がテネシー州ジョンソンビル北軍補給基地への攻撃だった。ミシシッピ州コリンスから北に振り、ケンタッキー州境に向かって一時的にハーマン砦でテネシー川を塞ぎ、続いてテネシー川西岸に沿って南に下り、北軍の蒸気船やボートを数隻捕まえたが、それらは後に放棄するしかなかった。11月4日、フォレストは北軍補給基地の対岸に大砲を据え始め、ジョンソンビルに上陸した。2日間にわたって陸軍と川の軍隊の間に多くの交戦があり、北軍補給基地はかなり破壊された。この勝利でフォレストの評判をさらに高め、北軍の大量の物資を破壊したが、ジョージアで北軍が成功を収める流れを止めるまでには至らなかった。
フッドはアラバマ州タスカンビアまで移動し、1個師団だけで10月31日にテネシー川を渉った。そこにいた北軍騎兵隊はあまりに弱くてその渡河を阻止できなかったが、フッド軍の所在について貴重な情報を供給できた。一方、10月30日、シャーマンもスコフィールドに第23軍団を付けてトーマス軍のところへ派遣し、アンドリュー・J・スミス少将の軍団にはナッシュビルへ移動するよう命令した。シャーマンはフッド軍に対処するためにトーマスに十分な軍隊をあてがったと確信し、ジョージア州を移動する行軍に備え始めた。11月10日までにシャーマン軍はアトランタへ戻り始めた。
フッドはフォレストが戻るのを待ちながらフロレンスで3週間を過ごし、フォレスト隊は11月18日に帰ってきた。一方トーマスはシャーマンから迅速に行動するよう催促されていたものの、その緩りとまた慎重な将軍という評判をここでも発揮していた。フッド軍は3隊で進軍しテネシー州コロンビアのダック川渡しを占領しようとしたが、これが成功すれば、トーマス軍とスコフィールド軍を引き離すところだった。11月22日、スコフィールドはコロンビアを確保するために2個師団を北へ急行させ、最初の部隊は11月24日に到着して、フォレストが橋を掴む前に間に合った。

### コロンビアの戦い（11月24日-29日）
北軍は町の南に土塁による2つの戦線を構築し、11月24日と25日は南軍の騎兵隊と小競り合いを行った。翌日フッドはその歩兵隊を前進させたが攻撃は行わなかった。前線で示威行動を行わせながら2個軍団にはダック川沿い5マイル (8 km)東のデイビスフォードに進ませた。スコフィールドはフッド軍の動きを正しく掴んでいたが、悪天候のために11月28日以前に南軍が北岸に渉るのを阻止できず、コロンビアを明け渡した。翌日両軍は北のスプリングヒルに進んだ。スコフィールドはフッド軍の動きを遅らせたが止めることはできなかった。

### スプリングヒルの戦い（11月29日）
南軍が前進する間に、北軍ジェイムズ・H・ウィルソン准将の騎兵隊と南軍フォレストの騎兵隊との間に小競り合いが終日続いた。スコフィールドは部隊を補強し、スプリングヒルの交差点を抑えた。午後遅く、北軍は南軍歩兵隊の散発的な攻撃を撃退した。夜の間に、スコフィールドの残りの部隊はコロンビアからスプリングヒルを通ってフランクリンまで移動した。この時がフッドにとって北軍を孤立させ打ち破る最善の機会だったはずだが、その部下達（チーザムとスチュアート）は緩りとしか動かず協調もなかったので、トーマス軍が妨害もなくフランクリンに移動することを許した。

### 第二次フランクリンの戦い（11月30日）
スコフィールドは11月30日の日の出頃にフランクリンに到着し、直ぐに町の南縁で1863年春の第一次フランクリンの戦いで北軍が構築していた防塁に防御線を作り上げた。これは川を背にして守ることになるので危険な戦略だった。舟橋が到着して居らず、それに積んだ物資も得られなかったので、川を渉ることができなかった。午後4時頃、フッドが北軍前線に対して正面攻撃を掛けた。前進陣地を守っていた北軍の2個旅団が圧倒されて内側の防塁に撤退したが、その僚隊が最後まで持ち堪え大きな損失を出させた。夕暮れ後に戦闘が熄むと、南軍は6人の将官が戦死または致命傷を負っていた。
フッド軍は緩りとトーマス軍をナッシュビルに追った。フッド軍はこの時弱体化しておりもはや攻勢を採る状態ではなかったこともあり、後に議論を呼ぶ動きになった。しかし、フッドはもし撤退を命じれば軍隊の完全な崩壊に繋がると感じていた。ナッシュビル・アンド・チャタヌーガ鉄道を破壊し、マーフリーズバラの北軍補給基地を混乱させれば、有利になると決心した。12月4日、フォレストの2個騎兵師団にウィリアム・B・ベイトの歩兵師団を付け、マーフリーズバラに派遣した。フッドはベイトにマーフリーズバラとナッシュビルの間の鉄道と小要塞を破壊し、その後はフォレスト隊に合流するよう命じた。

### 第三次マーフリーズバラの戦い（12月5日-6日）
フォレストの複合部隊はマーフリーズバラを攻撃したが、撃退された。鉄道の軌道、小要塞および幾つかの家屋を破壊し、全体的にその地域での北軍の行動を混乱させたが、それ以上のことはできなかった。マーフリーズバラ襲撃は小さな刺激に過ぎなかった。ベイトはナッシュビルに呼び戻されたが、フォレストはマーフリーズバラ近くに留まり、このためにナッシュビルの戦いに参戦できなかった。結果論で見れば、フッドがその主力部隊からフォレスト隊を離すと決めたことは大きなしくじりだった。
フッド軍は12月2日にナッシュビル郊外に到着し、北軍前線に並行する丘の線に陣地を占め、堡塁を築き始めた。トーマスは12月1日から12月14日までフッド軍を打ち破ろうとする戦闘の準備を行った。ワシントンからは攻撃しろという多くの圧力を受けていた。文民政治家や軍の上層部はどちらも、テネシー州におけるフッドの侵攻やバージニア州におけるグラント対リーの手詰まりに神経質になっていた。トーマスは12月8日に攻撃の準備が出来たが、降雪のために延期し、ワシントンをさらに怒らせた。12月13日、ジョン・A・ローガン少将がナッシュビルに向かい、到着した時にトーマスがまだ行動を起こしていなければ指揮を執れと指示された。ローガンは12月15日までにケンタッキー州ルイビルまで進んだが、その日にナッシュビルの戦いが始まった。

### ナッシュビルの戦い（12月15日-16日）
トーマスはフッドの両側面を叩く作戦であり、右翼に小さな攻撃を行い左翼を主力の攻撃とする考えだった。12月15日の夜明け前、ジェイムズ・スティードマン少将の師団が南軍の右翼に当たり、その日の残りは1個軍団を釘付けにした。左翼への攻撃はスコフィールドが2個軍団と1個師団を指揮し、午後のモンゴメリーヒルへの突撃で始まり、南軍全線を壊滅させる効果があった。フッド軍は打ちのめされたが潰走まではしなかった。暗闇と共に戦闘が終わり、フッドは2日目の戦闘のために編成を立て直した。元の位置よりも約2マイル (3 km)南の尾根麓に沿って主たる抵抗線を構築し、その側面には新しい防塁を急拵えし丘を防塞化した。北軍は前進して南軍の新しい前線に接近し、12月16日の朝に、堡塁の建設を始めた。この日もトーマスは両側面を衝く考えであったが、南軍の防御を施した右翼への最初の攻撃は不成功だった。その後にスコフィールド、スミスおよびウィルソンによる力強い左翼の攻撃が行われ成功した。その攻撃で気を良くしたトマス・J・ウッドとスティードマンが右翼への攻撃を再開し、南軍を圧倒した。フッド軍は崩壊し、激しい雨の中をフランクリンの方向に逃げ出した。

## 戦闘の後
北軍はフッド軍の追撃に移った。雨が南軍にとっては幸いとなり、北軍騎兵隊の追撃を遅らせ、フォレスト隊が12月18日にフッド軍に合流して退却する軍隊を遮蔽した。この追撃は、打ちのめされたテネシー軍が12月25日にテネシー川を再度渉って戻るまで続いた。
フッド軍はコロンビアで止められ、フランクリンで叩かれ、そしてナッシュビルで潰走した。フッドはミシシッピ州テューペロまで撤退し、1865年1月13日に指揮官を辞任した。フォレストはミシシッピに戻ったが1865年にジェイムズ・H・ウィルソンによってアラバマ州内に追われ、その部隊は消散し力を失った。
ナッシュビルでフッド軍が破れるまでに、シャーマン軍はサバンナ郊外まで進出し、クリスマス前にこれを占領した。元テネシー軍から5,000名の兵士がジョセフ・ジョンストン将軍の下に集まり、サウスカロライナ州でシャーマン軍と対抗したが、もはや焼け石に水だった。
フランクリン・ナッシュビル方面作戦は南北戦争西部戦線では最後の重要な戦いだった。